# Прапор Алста
Прапор Алста був офіційно затверджений муніципальною радою 7 травня 1984 року як муніципальний прапор східнофламандського міста і комуни Алст. 5 березня 1985 року він був підтверджений урядом Фландрії та остаточно опублікований 8 липня 1986 року в офіційному бельгійському державному віснику.

Офіційно прапор описується так: 
Три однаково довгі червоні, білі та жовті смуги з червоним мечем, розміщеним полюсом на білому.
Кольори прапора та меча — кольори міського герба; біла смуга з мечем є відтворенням старого прапора Алста (але оригінальний колір меча невідомий). Цей прапор досі зображений на почесних медалях, якими муніципалітет Алста нагороджує, наприклад, нещодавно органіста та композитора Флор Петерс.

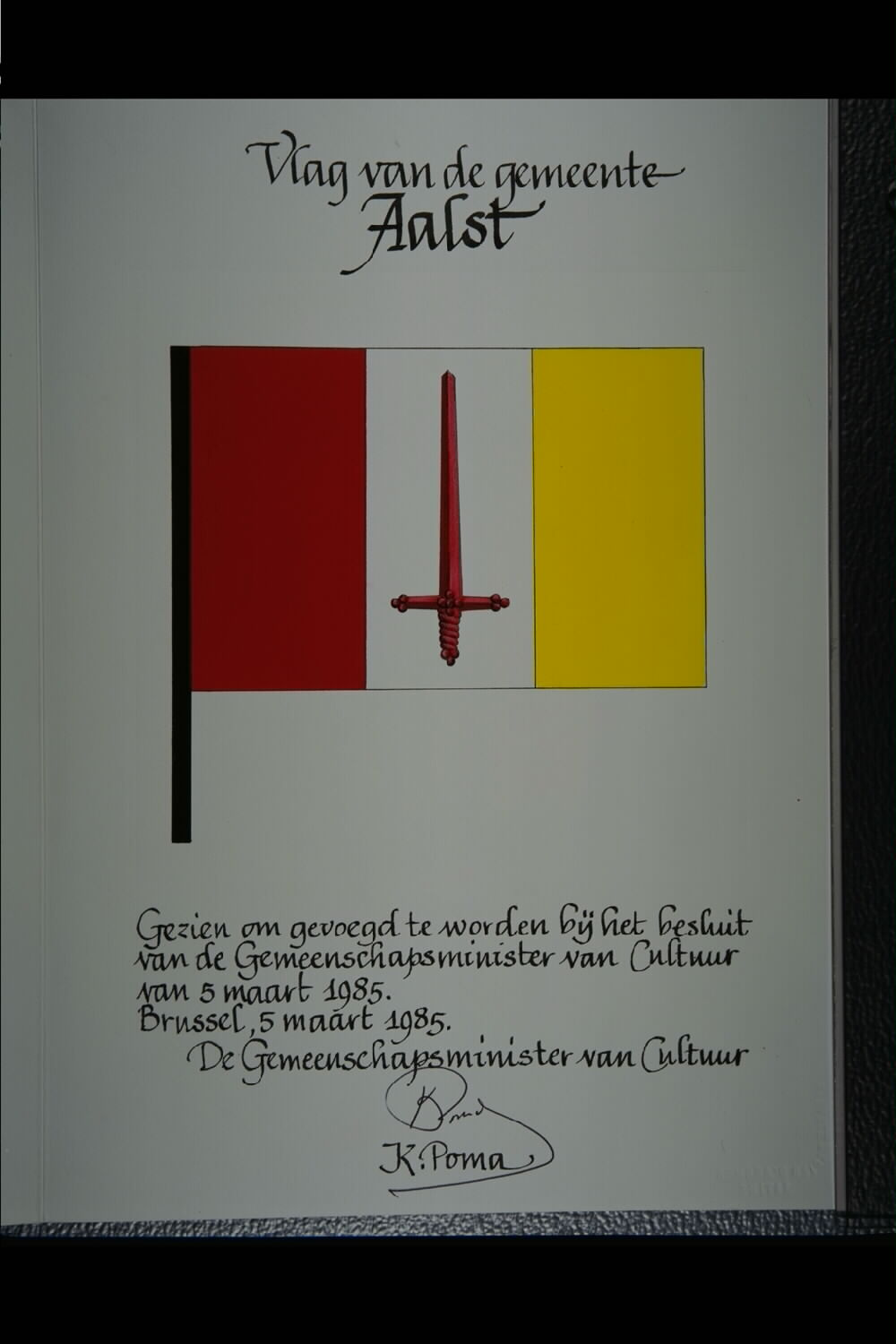
Дизайн прапора, намальований Карелом Помою

## Попередній прапор
У 1981 році був прийнятий попередній прапор, який можна описати так: 
Чотири смуги однакової довжини червоного, білого, червоного та білого кольорів
Попередній прапор був офіційно затверджений муніципальною радою 30 червня 1981 року. 2 лютого 1982 року він був підтверджений урядом Фландрії та остаточно опублікований 21 квітня 1982 року в офіційному бельгійському державному віснику. Схоже, що нинішній прапор Алста був прийнятий в той же час, і тому був повторно прийнятий через кілька років.

Попередній прапор (1981–1986)